# Bowtyschka
Bowtyschka (ukrainisch Бовтишка; russisch Бовтышка, früher auch Болтышка/Boltyschka) ist ein Dorf in der zentralukrainischen Oblast Kirowohrad mit etwa 448 Einwohnern.
Der Ort liegt etwa 12 Kilometer südwestlich der ehemaligen Rajonshauptstadt Oleksandriwka und 41 Kilometer nördlich der Oblasthauptstadt Kropywnyzkyj am Flüsschen Bowtysch (Бовтиш).
Am 12. Juni 2020 wurde das Dorf ein Teil der neugegründeten Siedlungsgemeinde Oleksandriwka (Олександрівська селищна громада Olexandriwska selyschtschna hromada), bis dahin bildete es die gleichnamige Landratsgemeinde Bowtyschka (Бовтиська сільська рада/Bowtyska silska rada) im Zentrum des Rajons Oleksandriwka.
Seit dem 17. Juli 2020 ist sie ein Teil des Rajons Kropywnyzkyj.
Das 1764 erstmals erwähnte Dorf wurde im 19. Jahrhundert Hauptort der gleichnamigen Wolost Bowtyschka (bis 1923), der Ort ist vor allem wegen des Bowtyschka-Kraters, dem er den Namen gab, bekannt.

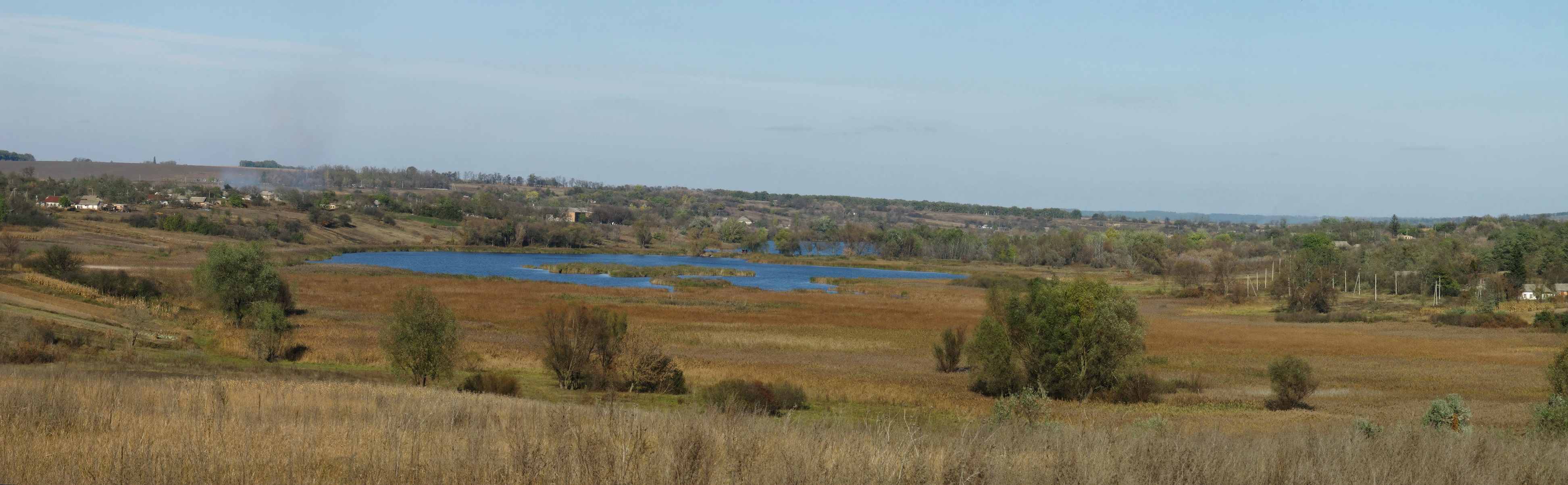
Blick auf den Ort und den Einschlagkrater